# Synchytrium epilobii
Synchytrium epilobii är en svampart som beskrevs av Karling 1955. Synchytrium epilobii ingår i släktet Synchytrium och familjen Synchytriaceae.   Inga underarter finns listade i Catalogue of Life.